# 伊拉切克山
伊拉切克山（英語：Mount Jiracek），是南極洲的山峰，位於維多利亞地的博克格雷溫克海岸，處於廷克冰川終點西岸，屬於南十字山脈的一部分，海拔高度2,430米，美國地質調查局根據測量和美國海軍拍攝的空中照片繪入地圖，現時由南極條約體系管理。